# Maria Anna d'Àustria (monarca consort d'Espanya)
Maria Anna d'Àustria (Wiener Neustadt, 23 de desembre de 1634 - Madrid, 16 de maig de 1696) fou arxiduquessa d'Àustria, reina consort de la Monarquia Hispànica (1649-1665) i regent de la monarquia (1665-1675).

## Orígens
Nasqué el 23 de desembre de 1634 a la població austríaca de Wiener Neustadt, a 45 quilòmetres de Viena. Descendia dels Habsburg per les línies paterna i materna. Era filla de l'emperador germànic Ferran III i de la infanta Marianna d'Espanya. A més, tres dels seus avis eren també de la mateixa dinastia. Per via paterna era neta de l'emperador Ferran II i de Maria Anna de Baviera, i per via materna ho era dels monarques d'Espanya Felip III i Margarida d'Àustria.

## Matrimoni
Fou promesa del príncep d'Astúries Baltasar d'Habsburg, però aquest morí el 1646, i el 7 d'octubre de 1649 Maria Anna contragué matrimoni amb el pare del que havia estat el seu promès, el seu oncle Felip IV, un monarca que, havent enviudat i havent perdut el seu fill i hereu, optava així a una probable descendència masculina. D'aquesta unió nasqueren Margarida (Madrid, 1651-Viena, 1673), casada el 1666 amb l'emperador Leopold I, Maria Ambròsia (Madrid, 1655-1655), Felip Pròsper (Madrid, 1657-1661), Ferran Tomàs (Madrid, 1658-1659) i Carles (Madrid, 1661-1700), que fou monarca d'Espanya i es casà en primeres núpcies amb Maria Lluïsa d'Orleans i en segones núpcies amb Marianna del Palatinat-Neuburg.

## Regència

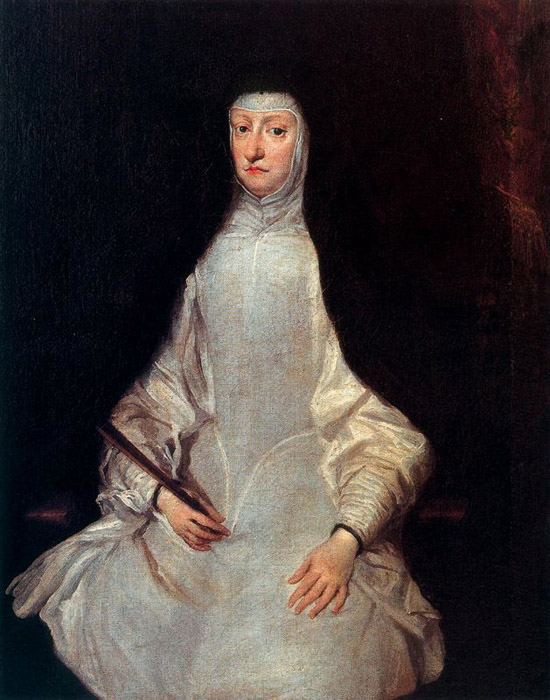
La reina el 1671, vestida com a vídua. Oli sobre llenç de Juan Carreño de Miranda

Quan morí el seu marit el 1665, aquest deixà indicat en el seu testament que la seva esposa hauria d'exercir la regència del seu fill Carles, que llavors comptava quatre anys, fins a la seva majoria als catorze anys. La regència l'havia d'exercir conjuntament amb el president del Consell de Castella, el seu homòleg d'Aragó, l'Inquisidor General, l'arquebisbe de Toledo, el president del Consell d'Estat i un representant de la noblesa amb Grandesa d'Espanya. Felip IV ho preparà tot davant d'una reina inexperta en assumptes de govern i per evitar també l'acumulació de poder en un noble a manera de valido que neutralitzés Maria Anna.
Tot i els designis del seu marit en el testament, durant la primera etapa de regència, la reina confià en el seu confessor Juan Everardo Nithard, que l'havia acompanyada des d'Àustria quan es casà amb Felip IV, i el designà membre de la Junta de Govern el 1666. Durant aquest període es signa en 1667 el Tractat de Madrid, es produeix la Guerra de Devolució amb França, iniciada el 1667 i finida l'any següent en la pau d'Aquisgrà. El mateix any es reconeixia oficialment la independència de Portugal. Nithard, com a confessor, influí sobre Maria Anna. Aconseguí que la reina fes que el nomenessin Inquisidor general, però per la seva condició d'estranger i el fet de ser jesuïta, li feren guanyar molts enemics. El seu major detractor fou el fill bastard de Felip IV, Joan Josep d'Àustria, allunyat de la cort per la mateixa Maria Anna després de la mort de Felip IV sota el temor que li pogués arrabassar la corona a Carles. Joan Josep, conjuntament amb el Partit Aristocràtic, intentà dues vegades eliminar Nithard sense èxit i finalment es retirà a Aragó, des d'on intentarà marxar sobre Madrid el 1669. La reina es veié obligada a cedir davant les pressions i destituí el jesuïta, que es veié obligat a sortir de territori hispànic.
Després de la destitució de Nithard, el govern continuarà segons el testament de Felip IV fins a 1673, quan la reina es veurà necessitada d'una persona en qui recolzar-se i confiarà en Fernando de Valenzuela, cortesà de l'Alcàsser, que no recollia bones simpaties entre la noblesa.

## Governde facto
El 1675 la reina renuncia a la regència i Carles II és proclamat oficialment rei. Malgrat tot, la seva mare continuà amb un govern de facto dos anys més, en què Valenzuela torna a la cort i és nomenant marquès de Villasierra, Gran d'Espanya i primer ministre el 1676. La noblesa en bloc s'hi oposà en l'anomenada Revuelta de los Grandes i amb Joan Josep d'Àustria tornaren a imposar-se sobre Maria Anna oferint al rei els seus serveis; Valenzuela es veurà exiliat a les Filipines, i Maria Anna continua governant fins a 1677. Aquell mateix any és obligada a marxar a Toledo i Joan Josep es fa amb la situació aprofitant l'admiració que Carles sent pel seu germanastre; Maria Anna només podrà tornar a la cort, on després de la mort sobtada del germanastre del rei, tornarà a influir fins a la seva pròpia mort el 16 de maig de 1696.